# Нюча-Итуяха
Нюча-Итуяха — река в России, протекает по территории Пуровского района Ямало-Ненецкого автономного округа. Начинается в озёрной местности на юге района вблизи от озера Итуяхато, течёт в северо-западном направлении через кедрово-берёзовый лес, в месте пересечения с дорогой Ноябрьск—Сургут поворачивает на север и сохраняет это направление до устья. В среднем течении берега реки заболочены, в низовьях в долине реки присутствуют ель и лиственница. Устье реки находится в 20 км по правому берегу реки Итуяха на высоте 79,4 метра над уровнем моря. Длина реки составляет 55 км. Высота устья — 79,4 м над уровнем моря.

## Гидроним
Название происходит из лесного ненецкого языка, на котором звучит как Нюча детуӈ дяха и имеет значение 'малая чебачья река'.

## Данные водного реестра
По данным государственного водного реестра России относится к Нижнеобскому бассейновому округу, водохозяйственный участок реки — Пур. Речной бассейн реки — Пур.
Код объекта в государственном водном реестре — 15040000112115300055226.